# Asatte no hōkō
Asatte no hōkō (あさっての方向? lett. "La direzione di domani") è un manga shōnen giapponese di J-ta Yamada che parla di una ragazza che si ritrova adulta e di una donna adulta che si ritrova improvvisamente ragazza. Venne pubblicato la prima volta nel Comic Blade Masamune il 3 marzo 2005. Da allora, la serie è anche diventata un anime grazie al lavoro del J.C.Staff, che realizzò dodici episodi andati in onda a partire dal 5 ottobre 2006.

## Trama
La storia segue la vita di Karada Iokawa, una ragazzina di undici anni che alla fine dell'estate passerà alle scuole medie, e Shōko Nogami, una giovane donna tornata da poco da un viaggio di studio, e che in passato era anche la ragazza del fratello maggiore di Karada, Hiro. Quando Shōko torna dal viaggio, viene trascinata da Karada e Hiro sulla spiaggia assieme ad un paio di loro amici, anche in nome della loro ex relazione. Dopo l'ennesima arrabbiatura con il ragazzo per averla lasciata sola negli Stati Uniti dove si erano conosciuti, dice a Karada che i fiocchi che indossa sono ormai troppo infantili. Ciò provoca la rabbia della ragazzina, che odia essere trattata come una bambina, andandosene. Più tardi Karada viene trovata da Shōko mentre prega al tempio, desiderando di diventare più grande. Sorprendentemente il desiderio di Karada prenderà forma, trasformandola istantaneamente in una giovane donna, mentre Shōko, a sua volta, si ritroverà improvvisamente in un corpo da undicenne.

## Personaggi
Karada Iokawa (五百川 からだ?, Iokawa Karada)
Doppiata da: Ayumi Fujimura
Karada è un'allegra ragazza in attesa del primo anno delle medie.
Shōko Nogami (野上 椒子?, Nogami Shōko)
Doppiata da: Shizuka Itō
Shōko è una giovane donna tornata da poco dagli Stati Uniti d'America.
Hiro Iokawa (五百川 尋?, Iokawa Hiro)
Doppiato da: Satoshi Hino
Hiro è un giovane uomo che durante il viaggio studio era fidanzato con Shōko
Lavora in una farmacia.

## Manga
Il manga di Asatte no hōkō, scritto ed illustrato da J-ta Yamada venne pubblicato dal 3 marzo 2005 al 15 giugno 2007 nel mensile Comic Blade Masamune pubblicato da Mag Garden, e raccolto in cinque volumi, l'ultimo dei quali uscito il 9 settembre 2007. Rispetto all'adattamento dell'anime, il manga ha molti più personaggi, soprattutto quelli che gareggiano per la Pietra del desiderio. Chiarifica anche alcuni aspetti lasciati in sospeso nell'anime, come la natura precisa della relazione esistente tra Hiro e Karada.

## Anime
L'anime, prodotto dal J.C.Staff e diretto da Katsushi Sakurabi, è stato mandato in onda in Giappone per la prima volta il 5 ottobre 2006 sulla TBS, e si è concluso dopo 12 episodi il 21 dicembre 2006.

### Sigle
Sigla iniziale giapponese
- Hikari no Kisetsu (光の季節?, Stagione della luce), musiche e testo di BABY FAZE, interpretata da Suara

finale giapponese
- Sweet Home Song (スイートホームソング?, Dolce canzone di casa), musiche e testo di Yūmao, interpretata da Yūmao

### Episodi
| Nº | Giapponese 「Kanji」 - Rōmaji              | In onda          | In onda |
| Nº | Giapponese 「Kanji」 - Rōmaji              | Giapponese       |         |
| 1  | 「願い石」 - Negai ishi                    | 5 ottobre 2006   |         |
| 2  | 「すれちがい」 - Surechigai                | 12 ottobre 2006  |         |
| 3  | 「あたらしい生活」 - Atarashii seikatsu    | 19 ottobre 2006  |         |
| 4  | 「信じてほしい」 - Shinjite hoshii         | 26 ottobre 2006  |         |
| 5  | 「帰るところ」 - Kaeru tokoro              | 2 novembre 2006  |         |
| 6  | 「夏の永遠」 - Natsu no eien               | 9 novembre 2006  |         |
| 7  | 「二人のつかのま」 - Futari no tsukanoma   | 16 novembre 2006 |         |
| 8  | 「あさっての方向」 - Asatte no hōkō        | 23 novembre 2006 |         |
| 9  | 「みちしるべ」 - Michishirube              | 30 novembre 2006 |         |
| 10 | 「本当の名前」 - Hontō no namae            | 7 dicembre 2006  |         |
| 11 | 「そこにある現在(いま)」 - Soko ni aru ima | 14 dicembre 2006 |         |
| 12 | 「ここにいること」 - Koko ni iru koto      | 21 dicembre 2006 |         |